# あきら翔ぶ!!
『あきら翔ぶ!!』（あきらとぶ）は、とだ勝之の野球漫画。月刊少年マガジン1989年8月号から1996年1月号まで連載された。単行本は全19巻。2025年に『月刊少年マガジン』が創刊50周年を迎え、読み切りリレー連載の1作として『Mr.釣りどれん』とのコラボ漫画『転生釣りどれん翔ぶ』が2025年1月号に掲載された。

## 概要
瀬戸内海の小さな島、瀬戸島の中学校の野球部と、その野球部員の硬式野球クラブチームの活躍を描いた野球漫画。広島が舞台と言う事もあり、作中には広島弁の登場人物が多数登場する。

## 用語
瀬戸島
瀬戸内海に浮かぶ小さな島。周囲15Kmほどの瀬戸島本島と、その3分の1ほどの面積の瀬戸分島（せとわけじま）から成る。小・中学校は本島に一校、瀬戸分島には分校があり、分校の在校生は9名。
瀬戸島元気ッズ
瀬戸島中学校野球部のメンバーを中心に構成される硬式野球のクラブチーム。
広島ジュニアリーグ四天王
中学生の硬式野球クラブチームの広島大会でのベスト4常連チーム「黒対峙ウォリアーズ」「山波ウルブス」「帝釈ゴンズ」「下賀茂ブラックオックス」の中心選手の通称。中心選手が5人以上の場合も四天王と呼ばれ、現在四天王と呼ばれる選手は5名いる。

## 登場人物

### 瀬戸島中学校野球部、瀬戸島元気ッズ
敷嶋あきら（しきしま -）
本作の主人公。瀬戸島中学校分校の2年生。背番号は8→99(なんでも大きいものが好き、という理由から)。ポジションはセンターだが、軟式2回戦ではピッチャー、セサミ中戦では途中でキャッチャーを務め、帆足の球を受けた。決勝では途中からライト。右投げ右打ち。クラブチーム時の打順は4番で、背ネームは「AKIRA」。人気投票では連続1位。
チーム一の豪打者にして強肩の持ち主、また、水前寺と並ぶ俊足でもある。非常に守備範囲が広く、その強肩も相俟って野手としては超一流。また、対戦相手の特異な技術に対して型破りな対抗策を思い付くなど野球選手としての発想力も豊か。しかし、バッターとしては器用なタイプではなくフルスイングが信条である為、速球は得意だがスローボールにはめっぽう弱い(好きなコースは外角低め)。また、好不調の波が激しい。その肩の強さから剛速球の持ち主でもあり、時にピッチャーとして登板するが、コントロールはあまり良くない。
お好み焼き店に訪れると、注文するものは決まって「肉玉そば」
帆足暢浩（ほあし のぶひろ）
瀬戸島中学校分校の2年生。背番号は1→24。ポジションはピッチャー。左投げ左打ち。クラブチーム時の打順は3番で、背ネームは「HOASHI」。あきらと並ぶもう一人の主人公と言えるキャラクターだが、人気投票では1回目は水前寺に、2回目は須賀原に敗れ万年3位だった。
カーブ、シュート、スライダーなどの多彩な球種と巧みなコントロールによって打者を打ち取る優れたピッチャーで、球速もそれなりに速い。また、打者としても優秀で野手の間を抜くようなバッティングコントロールを得意とする。投手としても打者としても、あきらとは対照的な技巧派の選手。ただし、初期の頃はカーブを投げる時につま先が下を向くクセがあり、それで球種がばれるという弱点もあった。
家族は母親と妹がいるが、事情により別々に暮らしている。
鷹野亜子（たかの あこ）
瀬戸島中学校分校の2年生。背番号は10→P(背ネームは「AKO」)。右投げ右打ち。監督の娘で野球部のマネージャー兼外野手(軟式2回戦と決勝ではライト)。料理が得意。
野球部の選手が9名しかいないため、メンバーの負傷時に試合に出ることもある(クラブチーム移行後は背番号をPにしたことから、そのような設定はなくなったとみられる。ただし控えメンバーには入っている)。
新村孝（しんむら たかし）
駒が浦中学校から転校して来た、瀬戸島中学校分校の2年生。背番号は2→27(背ネームは「SHINMURA」)。右投げ右打ち。ポジションはキャッチャー。礼儀正しい性格で、チームメイトにも敬語を使う事が多い。彼が転校して来た事により瀬戸島中学校野球部は部員数が9名となり、全国大会予選に出場できる様になった。
増岡浩之（ますおか）
瀬戸島中学校本校の3年生。背番号は3。左投げ左打ち。ポジションはファースト。年齢制限からクラブチームには参加していない。
チーム一の長身。チーム内ではあきらに次ぐパワーヒッターで、すくい上げるようなアッパースイングが得意。
白浜司（しらはま）
瀬戸島中学校本校の3年生。背番号は4。右投げ右打ち。ポジションはセカンド。年齢制限からクラブチームには参加していない。
スピード狂の祖父の血筋の為か、速球には滅法強く、速球を目の当たりにすると目の色が変わる。
日永田稔和（ひえだ としかず）
瀬戸島中学校本校の1年生。背番号は6→8(背ネームは「HIEDA」)。右投げ右打ち。ポジションはショート。
余り目立たないが、ショートを務めるだけありあきらに次ぐ強肩の持ち主。
鬼木努（おにき つとむ）
瀬戸島中学校本校の2年生。背番号は5→3(背ネームは「ONIKI」)。右投げ右打ち。ポジションはサード。クラブチームでは1・2番を打つ。
ガッツあふれる瀬戸島ナインの中でも、それが一際目立つキャラ。
石鴨公次（いしがも こうじ）
瀬戸島中学校本校の2年生。背番号は7→14(背ネームは「ISHIGAMO」)。右投げ右打ち。ポジションはレフト。発明好き。
運動能力はそれ程高くないが、発明好きを活かして様々な特訓装置を開発している。
水前寺清隆（すいぜんじ きよたか）
瀬戸島中学校本校の2年生。背番号は9→00(背ネームは「SUIZENJI」)。左投げ左打ち。ポジションはライトだが、軟式2回戦と決勝はセンター。クラブチーム時の打順は1番で、鬼木が1番を打った時は2番。
アメリカ人と日本人とのハーフ(父親が日本人で母親がアメリカ人)で、幼少時はアメリカに住んでいたため英語が話せる。両親の他に姉がおり、金髪で母親似。
チーム一の俊足で、セーフティバントの名手。
磯尾なおき（いそお -）
瀬戸島中学校本校の1年生。背番号は10(背ネームは「NAOKI」)。右投げ右打ち。
全国大会予選決勝戦でのあきらのプレイに憧れ、野球部に入部。クラブチームでは年齢制限の為に抜けた白浜に代わりセカンドを務める。
瀬戸島一の釣り名人で、実家の民宿「魚処磯尾」で出す魚料理の魚はなおきが釣っている。
野球部に入るまではボールに触った事も無い野球初心者だったが、その分硬球に慣れるのが早く、ぐんぐんと上達して行く。帝釈ゴンズ戦では投げ釣りの要領を活かした独特の打法を編み出した。
反谷瓢六（はんたに ひょうろく）
別の中学校の2年生。背番号は6(背ネームは「HYO」。背番号と合わせて「HYO6」→ひょーろくと読ませる)。右投げ右打ち。通称は「ひょーろく」。
元々は福山ジュニアと言うクラブチームに所属していたが、瀬戸島の野球に感化されて瀬戸島元気ッズに移籍、年齢制限の為に抜けた増岡の代わりにファーストを務める。
チーム内では硬式野球のキャリアが最も長く、当初は監督の依頼でメンバーのコーチを務めた。
鷹野監督
瀬戸島中学校野球部、及び瀬戸島元気ッズの監督。亜子の父親。
「少年野球は子供達が楽しむもの」がモットーであり、試合中に指示を出すことは滅多に無い(特に犠牲バントを嫌う)。本業は寺の和尚。

### 中学校野球部

#### 芸備中学校
阿町（あまち）
芸備中野球部の3番打者。ポジションはピッチャー。昨年の広島大会準優勝投手。
広島県内でも有数の速球投手で、シュートやカーブと言った変化球も得意。特にカーブは縦に大きく割れる。

#### 駒が浦中学校
重戦車進（じゅうせんしゃすすむ）
駒が浦中野球部の4番打者。ポジションはキャッチャー。ささやき戦術を使う。
「重戦車スペシャル」と呼ばれる重いバットを用い、ボールをピンポン球のように飛ばすが、あきらの剛速球相手ではボールがもたず割れてしまい、ホームランにならなかった。
最終回ではあきらや新村と同じく「元気ッズSr.(シニア)」でプレーする姿が描かれている(正捕手は新村)。
太子持（たいこもち）
駒が浦中野球部の1番打者。本来のポジションはライトだが、2番手ピッチャーもこなす。
黒梶木（くろかじき）
駒が浦中学校のエース。
周囲を信用しない「孤高の天才」タイプ。重戦車を打ち取ったこともある。

#### St.セサミ中学校
デビット・コーン
St.セサミ中野球部の2番打者。ポジションはピッチャー。愛称はデイブ。アメリカからの留学生で、流暢に日本語を喋る。
ウェスリー・スナイプス
St.セサミ中野球部の1番打者。愛称はウェス。アメリカからの留学生で、流暢に広島弁を喋る。
ボールを地面に叩きつける独特の打法により、内野安打による出塁率10割を誇る脅威のバッター。また、かなりの俊足で出塁後は必ず盗塁を狙ってくる。強肩の持ち主でもありで、ショートやキャッチャーと言った肩の強さを要求されるポジションに着く（本来のポジションはキャッチャー）。
デニス・ヘイズベルト
St.セサミ中野球部の4番打者。ポジションはセカンド。アメリカからの留学生。
ベンチで素振りをする程の凄まじいパワーの持ち主で、外野手の目の前でホップするような独特の打球を打つ。また、強肩と巨体に似合わない俊敏性の持ち主でもあり、野手としても優秀。

#### 彗属館中学校
川相秀光（かわそうひでみつ）
彗属館中野球部の1番打者。通称「ヒゲ光」。カワウソの様な顔で、顔の左右にヒゲが3本ずつ生えている。秀重は双子の兄。賭け事が大好きで、何をするにも何かを賭けなければ気分が乗らない。
非常に体が柔らかく、上体を円を描くように揺らしつつ鋭角なサイドステップで走る独特の走法の持ち主で、相手野手から見ると右へ行くのか左へ行くのかが判別しづらい。また、背走が得意で、後ろからタッチに来る野手を回避しつつ走塁できる。基本的にはセンターを務めるが、キャッチャーをこなす事もでき、秀重の投げる全力投球のナックルボールを捕球する事ができる。
川相秀重（かわそうひでしげ）
彗属館中野球部の2番打者。ポジションはピッチャー。通称「ヒゲ重（ひげじゅう）」。秀光の双子の弟で、兄同様にカワウソの様な顔。賭けが大好きな点も同様。
秀光同様に体の柔らかさと独特の走法の持ち主で、走塁時には秀光とのコンビネーションランも見せる。投手としては極めて遅いスローボールで打者のタイミングを外す他、ナックルボールを投げる事ができる。ただ、ナックルボール（特に全力投球時）は指に掛かる負担が大きい他、全力投球のナックルボールは秀光以外の捕手には捕球できない為、基本的にナックルボールは遅いものしか投げない。

### ジュニアリーグクラブチーム

#### 黒対峙ウォリアーズ
須賀原富美男（すがはらふみお）
黒対峙中野球部、及び黒対峙ウォリアーズの4番打者。ポジションはサード。広島ジュニアリーグ四天王の1人。あきらや帆足以上に背が低く、猫の様な目が特徴。
その背丈からは考えられないほどのパワーの持ち主で、脅威のスイングスピードを誇るホームランバッター。そのスイングスピードゆえにギリギリまで球種を見極める事ができ、ジュニアリーグでの打率は8割を超える。正に天才打者。また、極端な前進守備と驚異的な反射神経により三塁側に飛ぶ打球の殆どをシャットアウトする鉄壁のサードでもある。火沖と共に、黒対峙の攻守の要。
火沖（ひおき）
黒対峙中野球部、及び黒対峙ウォリアーズの3番打者。ポジションはピッチャー。広島ジュニアリーグ四天王の1人。須賀原とは対照的なごつい巨漢。小学生の硬式野球大会では須賀原と共に日本代表として世界大会に出場した事もある（当時はファースト）。
ジュニアリーグでもトップレベルの剛球投手で、速球だけでなくスクリューボールやフォークボールなどの変化球も得意。一方、須賀原には劣るが剛打者でもあり、阿町の球を片手でフェンスまでダイレクトに飛ばすほど。

#### 山波ウルブス
寸田（すんだ）
山波ウルブスのピッチャー。広島ジュニアリーグ四天王の1人。手足が非常に長い。喧嘩っ早い性格で、それが元で出場停止騒ぎになった事もある模様。
デッドボールギリギリのコースからでもストライクゾーンに決まる急角度のカーブが得意。また、長い手足を活かしてかなり前方に踏み込んで投げる為、ボールが手元から離れてからキャッチャーミットに納まるまでの時間が短く打者は球種を見極めるのが困難。わざとなのかどうかは不明だが荒れ球を投げる事で有名で、打者に向かってボールが飛んでいくことも少なくない。

#### 帝釈ゴンズ
比婆成美（ひばなるみ）
帝釈ゴンズの4番打者。ポジションはレフト。広島ジュニアリーグ四天王の1人。ジュニアリーグ一の怪力にして巨体の持ち主で、それに由来するありえない噂話が幾つも存在するが、実際は寡黙ながらも礼儀正しく、綺麗好きの料理好きという好青年（？）。試合の日には弁当を2つ作り、対戦相手のチームに1つ渡すのが趣味。
豪打者であると同時に非常に器用なバッターで、どんな球でも初球から振りヒットにする。また、その打球は極めてパワフルで、外野手のグローブを弾き飛ばしてしまうほど。必ず初球で打つ事と捕球不可能なパワフルな打球から、走者がいる場合はほぼ確実にタイムリーヒットとなるが、非常に鈍足なため比婆本人は一塁止まりである事が多い。野手としては上半身だけでも外野からバックネットにダイレクトで返球するほどの強肩で、鈍足による守備範囲の狭さを充分に補っている。また、上背があるため「縦の守備範囲」は広い。

#### 下賀茂ブラックオックス
武原拓也（たけはらたくや）
下賀茂ブラックオックスの3番打者。ポジションはセンター。広島ジュニアリーグ四天王の1人。甘いルックスの持ち主で女性に人気があり外面も良いが、実は筋金入りの女たらしで性格も悪く、「君の為だけに盗塁する」などの予告を大勢の女の子に対して言っている。
俊足の巧打者で、基本的に右打ちだが左でも打てる。大勢の女の子に対し予告をするだけあって、それを実現するだけの実力の持ち主。また、平凡な打球をダイビングキャッチで取ったりする事で観客を沸かせ、徐々に球場全体を自分の味方に付けていくなどの心理的な戦略も仕掛けていく。毎試合最終回には抑えの切り札として登板するなど、投手もこなせる器用な選手。しかし、寸田のカーブや比婆の怪力の様に飛び抜けた長所を持たない分、四天王の中では器用貧乏な選手とも言える。
岩元（いわもと）
下賀茂ブラックオックスの4番打者。ポジションはファースト。武原の女たらしに呆れている。